# Hugo Vandamme
Hugo, René, baron Vandamme, né le 28 novembre 1945  à Dixmude est un homme d'affaires et administrateur de sociétés belge flamand. Il est ingénieur civil et administrateur-délégué de la société Barco.

## Mandats
- Membre des comités de direction de :
  - la FEB
  - de Fabrimetal
  - du VEV
- Président de la Commissie Technologiebeleid
- Membre du :
  - Vlaamse Raad voor Wetenschapsbeleid
  - Fonds voor Wetenschappelijk Onderzoek Vlaanderen
- Président du Vlaams Radio Orkest en Koor

## Distinctions
- Manager de l'année 1989
- Lauréat de l'INSEAD Innovation Prize
- Citoyen d'honneur de Tielt et Dixmude

Il a été élevé au rang de baron par le roi Albert II de Belgique en 1998.